# Столпнер, Борис Григорьевич
Борис Григорьевич Столпнер (имя при рождении: Борух Бенцион Эмдин Столпнер; январь 1871, Гомель — 28 августа 1937, Ленинград) — российcкий революционер, переводчик философской литературы, марксист. В годы советской власти: доктор философских наук honoris causa (1935), профессор (1920), член АН СССР (1935).
Впервые перевёл на русский язык большинство сочинений Гегеля (10 из 16 т.). Автор переводов трудов Г. Гёффдинга, Г. Гомперца, Р. Рихтера, Э. Кассирера.

## Биография
Окончил Московский университет.
Участник социал-демократического движения с 1897 года. Меньшевик, делегат V съезда РСДРП от Черниговской организации с решающим голосом.
Участник Санкт-Петербургского религиозно-философского общества.
Сотрудник Еврейской энциклопедии Брокгауза и Ефрона.
С 1920 года профессор Харьковского университета. Член педагогического совета Высшей партийной школы им. Бера Борохова Еврейской коммунистической партии «Поалей-Цион» в Харькове. В 1930-е годы предводитель философского кружка, который посещали Елена Александровна Огнева, Лидия Евлампиевна Случевская, Борис Алексеевич Огнев и др.
Работал в Институте Маркса — Энгельса в Москве.
Умер 28 августа 1937 года в Москве, похоронен на Дорогомиловском кладбище (закрыто в 1940 году, сведения о перезахоронении останков Б. Г. Столпнера отсутствуют).
Сообщение о смерти было помещено во вступительную статью к изданному в 1938 году 12-му тому собраний сочинений Гегеля, большая часть которых была переведена Б. Г. Столпнером:

28 августа 1937 г. после тяжелой болезни скончался переводчик «Эстетики» и многих других произведений Гегеля Борис Григорьевич СТОЛПНЕР. Своими переводами важнейших произведений Гегеля он облегчил советским читателям изучение философии великого диалектика. Смерть настигла его в самом разгаре этой работы и лишила возможности закончить перевод «Эстетики»: из второго тома «Эстетики» остался непереведенным им один печатный лист, а из третьего тома он успел перевести только шесть листов.
— ИНСТИТУТ ФИЛОСОФИИ АКАДЕМИИ НАУК СССР

## Семья
Жена Г. Л. Розенгарт-Пупко (1895—1981) — психолог, ученица Л. С. Выготского, автор известной книги «Развитие речи ребёнка младшего возраста» (М., 1948), в 1970-х гг. эмигрировала в Израиль.

## Переводы
- Гегель Наука логики
- Гегель Соч. Т. 7 : Философия права / пер. Б. Столпнера. — М.: Л.: Соцэгиз, 1934.
- Гегель Энциклопедия философских наук.
- Гегель Лекции по Эстетике.
- Гегель Лекции по истории философии.
- Гёффдинг, Гаральд. Учебник истории новой философии : Пособие для учащихся и самообразования / Гаральд Геффдинг; Авториз. пер. с нем. Б. Г. Столпнера с предисл. авт. к рус. изд. — Санкт-Петербург : Шиповник, 1910. — 286 с.; 21. — (Библиотека современной философии; Вып. 2).
- Гомперц, Генрих. Учение о мировоззрении: Опыт ист.-генет. излож. и объектив. обработки главнейших проблем общ. теорет. философии. Т. 1: Методология / Г. Гомперц; Пер. В. Базарова [псевд.] и Б. Столпнера. — Спб.: Шиповник, [1912]. — 568 с.; 20 см.- (Б-ка соврем. философии; Вып. 9). — Библиогр.: «Указатель произведений, на которые делаются ссылки в настоящей книге» (с. 563—568)
- Рихтер, Р. Скептицизм в философии. Т. 1 / Р. Рихтер; перевод с немецкого В. Базарова и Б. Столпнера. — СПБ. : Шиповник, 1910. — 390, LXIII с. — (Библиотека современной философии ; Вып. 5).
- Кассирер, Эрнст. Познание и действительность : Понятие о субстанции и понятие о функции / Эрнст Кассирер; Пер. Б. Столпнера и П. Юшкевича. — Санкт-Петербург : Шиповник, 1912. — 454 с.; 21. — (Библиотека современной философии; Вып. 8).

## Сочинения
- Б. Г. Столпнер, П. С. Юшкевич. Искусство и литература в марксистском освещении. В 3-х тт. — М.: Мир, 1927 и 1928 (на немецком языке — 1931).
- Б. Г. Столпнер, П. С. Юшкевич. История материализма в произведениях его представителей и историков. — М.: Мир, 1927.